# أبهاي ديول
أبهاي ديول هو ممثل هندي، ولد في 15 مارس 1976 بمومباي في الهند.

## وصلات خارجية
- أبهاي ديول على موقع IMDb (الإنجليزية)
- أبهاي ديول على موقع ألو سيني (الفرنسية)
- أبهاي ديول على موقع أول موفي (الإنجليزية)
- أبهاي ديول على موقع قاعدة بيانات الفيلم (الإنجليزية)
- أبهاي ديول على موقع كينوبويسك (الروسية)